# 高橋佳奈子
高橋 佳奈子（たかはし かなこ、3月31日生）は、日本のDJ。血液型はB型。愛称はかなちゃん。

## 人物
- 新潟県立新潟南高等学校卒業。妹がいる。
- BEAT COASTER〜FRIDAY EDITION〜で16:00～18:00まで新潟市にあるCOZMIXビル1Fポートスクエアにて公開生放送を行っていたが、2008年11月のポートスクエア廃止により、ポートスクエアからの公開生放送は終了した。
- J's COUNTDOWN内では、自分のことを「かなちゃん先生」と呼んでいる。そのことを、2006年12月31日にコメント出演の「Takuma」に突っ込まれていた。
- 2006年に挑戦したことはおかっぱである。
- 2007年からHPの記載が、高橋佳奈子から「タカハシカナコ」に変わっているが、改名したわけではなく、「飽きた」からだという。
- J's COUNTDOWN内で、将来は未婚者を集めて『ひまわりハウス』(ひまわりの種の部分を食堂のような共同スペースに見立てたアパートもしくは寮のようなものらしい)を建て住むというアイデアを提案している。向こう20年以内で資金提供者を募集中らしい。
- &PANDAのアートディレクターも手掛けている。
- 2012年3月をもって、ラジオのパーソナリティ活動を終了。

## 出演番組

### ラジオ番組
- 『e-CLICK』（FM PORT）
- 『BEAT COASTER〜FRIDAY EDITION〜』（FM PORT）
- 『J's COUNTDOWN』（FM PORT）

### ラジオCM
- 『WITH新潟』